# Анфим VI
Патриа́рх Анфи́м VI (греч. Πατριάρχης Άνθιμος Στ´; в миру Иоаннидис (греч. Ἰωαννίδης), также Куталианос (греч. Κουταλιανός); 1782, остров Куталис в Мраморном море, Османская империя — 7 декабря 1877) — патриарх Константинопольский, занимавший престол трижды: 4 декабря 1845 — 18 октября 1848, 1853—1855, 1871—1873.

## Биография и деятельность
Принял постриг на Афоне; служил протосинкеллом Деркийской митрополии, затем возглавлял митрополии: Серр (с ноября 1829), Прусы (с июня 1833) и Эфеса (с апреля 1837).
В своё первое патриаршество (наследовал Мелетию III), в 1847 году совершил канонизацию Патриарха Фотия I; в 1848 году, инициировал издание в мае «Окружного послания единой святой кафолической и апостольской церкви ко всем православным христианам», которое было подписано им самим (составлено бывшим Патриархом Константием I Мудрым), Иерофеем Александрийским, Мефодием Антиохийским, Кириллом Иерусалимским, а также членами их синодов, — в ответ на энциклику папы Пия IX от 6 января 1848 года. Параграф 4-й Окружного послания гласил: «Из ересей, распространившихся, какими Бог весть судьбами, в большей части вселенной, был некогда арианизм, а теперь — папизм. Но и сей последний (подобно первому, который уже совершенно исчез), хотя до ныне ещё в силе, не превозможет до конца, а прейдёт и низложится и велий глас небесный возгласит о нём: низложен (Апок. 12, 10)!»
В начале 1847 года патриарху и Синоду было дано султанское распоряжение предпринять реформу, согласно хатти-шерифу, церковного управления: в апреле было выработано 15 глав, согласно которым миряне входили в Синод наравне с иерархами Церкви; в его состав были включены великий логофет Николай Аристархис, самосский князь Стефан Вогородис (греч. Στέφανος Βογορίδης) и бей Иоанн Психарис. Но уже в октябре 1848 года совет из 18 епископов опротестовал практику участия мирян в церковном управлении и она прекратилась.
Отрёкся от престола 18 октября 1848 года и жил в Константинополе и на Афоне; ему наследовал Анфим IV, вторично восшедший на престол 19 октября того же года.
В 1895 году в Киеве было опубликовано частное письмо архимандрита Феофана (Говорова) к архиепископу Иннокентию (Борисову) от 9 марта 1857 года, до того хранившееся в личном архиве митрополита Макария (Булгакова); письмо было написано из Константинополя, где архимандрит Феофан состоял при посольской церкви, и содержало неофициальный доклад о текущем положении церковных и иных дел в Оттоманской империи, в частности сообщая следующее: «<…> К тому ещё — давно уже ходит молва о смене патриарха. — Ищет прежний Анфим. Редклифф с визирем готовы содействовать ему. Члены синода может быть и не прочь бы переменить патриарха — доброго, но робкого, как говорят и недалёкого. Только предвидя, что, заведши речь о смене его, они должны будут принять Анфима — нелюбимого и ославившегося взяточником, — положили всеми силами стоять за настоящего патриарха.»
После смещения 8 июля 1860 года патриарха Кирилла VII выборы впервые проходили по новому регламенту, предусматривавшему выдвижение кандидатов избирательным собранием, в число которого входили и миряне. 20 сентября того же года набрал наибольшее число (35) голосов при избрании кандидатов на патриарший престол; также получил большинство голосов на втором заседании избирательного собрания, оставившем 3-х кандидатов. Но в итоге архиереями был избран фаворит митрополитов-геронтов — Кизический митрополит Иоаким (Иоаким II).
Занял 5 сентября 1871 года, после вынужденной отставки Григория VI, патриарший престол в третий раз, будучи к тому времени весьма уважаемым старцем.
Противостоял попыткам болгарских епископов-раскольников получить признание со стороны оттоманской Порты (неуспешно: в 1872 году Анфим (Чалыков) получил от турецкого правительства берат, предоставлявший ему права, провозглашенные султанским фирманом 1870 года), а также со стороны поместных православных Церквей (успешно). В августе — сентябре 1872 года председательствовал на Соборе в Константинополе осудившем болгар как схизматиков за «филитисм» (привнесение племенного начала).
Неспособность патриарха пресечь деятельность Болгарского экзархата (в том числе и в самом Константинополе, где была резиденция болгарского экзарха) вызвала недовольство крайней греческой партии, что вынудило Патриарха в общем собрании Синода и Совета 20 сентября 1873 года заявить о своей отставке. 30 сентября того же года принёс формальное, под предлогом старости, отречение и удалился на покой.

## Комментарии
1. ↑  Издано в русском переводе: «Окружное посланіе единой, святой соборной и апостольской церкви ко всѣмъ православнымъ христіанамъ». СПб., 1859.
2. ↑  Имеется в виду Патриарх Кирилл VII
3. ↑  Геронты в данном контексте суть старейшие митрополиты Вселенского трона, составлявшие после реформы управления патриаха Самуила I постоянный Синод Константинопольской Церкви.